# Durrani-rijk
Het Durrani-rijk (Pasjtoe: د دورانیانو امپراتوري), ook wel het Sadozai-koninkrijk genoemd (د افغانانو واکمني), en het Afghaanse rijk (د افغانانو واکمني), werd gesticht door Ahmed Shah Durrani. In de maximale omvang omvatte het rijk wat nu Afghanistan en Pakistan zijn, evenals delen van het noordoosten en zuidoosten van Iran, het oosten van Turkmenistan en het noordwesten van India.

## Geschiedenis
Na de dood van Nader Shah in 1747 werd de regio Kandahar opgeëist door Ahmad Shah Durrani. Van daaruit begon hij Ghazni te veroveren, gevolgd door Kabul. In 1749 had de Mogol-heerser de soevereiniteit over een groot deel van Noordwest-India aan de Afghanen afgestaan. Ahmad Shah vertrok vervolgens naar het westen om Mashhad in bezit te nemen, dat werd geregeerd door Shahrokh Shah. Vervolgens stuurde hij een leger om de gebieden ten noorden van de Hindu Kush te onderwerpen en in korte tijd sloten alle stammen zich bij hem aan. Ahmad Shah en zijn troepen vielen vier keer India binnen en namen de controle over Kasjmir en de regio Punjab over. Begin 1757 plunderde hij Delhi, maar stond hij toe dat de Mughal-dynastie zeggenschap behield zolang deze de heerschappij van Ahmad Shah over de Punjab, Sindh en Kasjmir erkende.
Na de dood van Ahmad Shah rond 1772 werd zijn zoon Timur Shah Durrani de volgende heerser van de Durrani-dynastie. Deze besloot om Kabul de nieuwe hoofdstad van het rijk te maken en Peshawar als winterhoofdstad te gebruiken. Het Durrani-rijk wordt beschouwd als de basis van de moderne staat Afghanistan, met Ahmad Shah Durrani als "Vader van de natie".